# Kaiser Chiefs

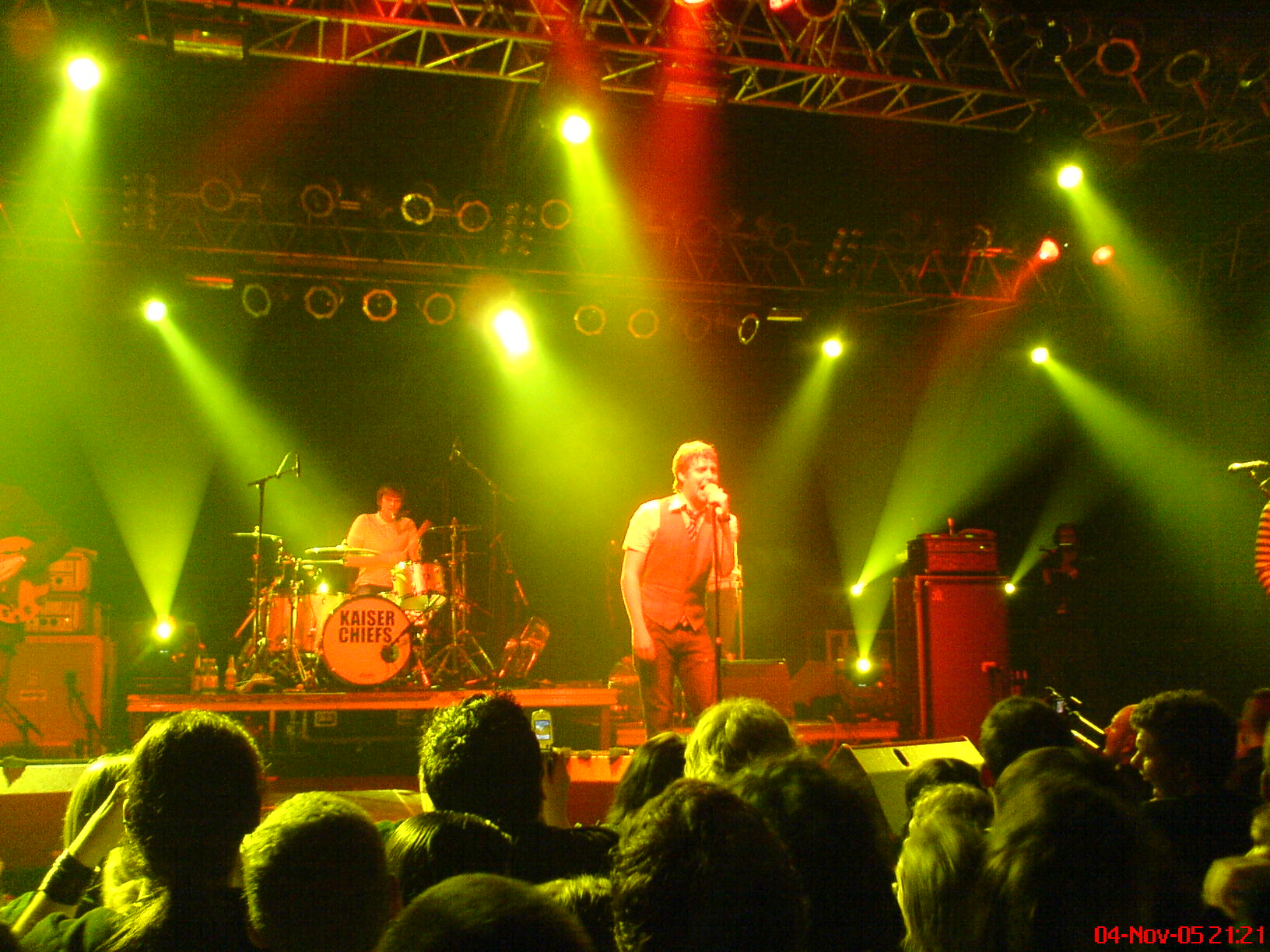
Kaiser Chiefs in München, 2005

Kaiser Chiefs ist eine britische Rockband. Sie wurde Anfang 2003 in Leeds gegründet und ging aus der Garage-Rock-Band Parva hervor. Der Name der Band lehnt sich an den früheren Verein des Leeds-United-Spielers Lucas Radebe an, die Kaizer Chiefs aus Johannesburg.

## Geschichte

### Die Anfänge von Parva
Die Urmitglieder der heutigen Kaiser Chiefs sind Nick Hodgson (* 20. Oktober 1977), Nick „Peanut“ Baines (* 21. März 1978) und Simon Rix (* 18. Oktober 1977), die zusammen eine High-School-Band gründeten. Doch Nick merkte schnell, dass der Gruppe ein geeigneter Lead-Sänger fehlte. Ein Junge aus der Nachbarschaft stellte ihm daraufhin dessen Schulfreund Ricky (* 17. Januar 1978) vor. Als später noch der linkshändige Gitarrist Andrew „Whitey“ White (* 28. August 1974) zu der Truppe stieß, war die Band komplett.
Sie gaben sich den Namen Runston Parva, der später zu Parva gekürzt wurde. Ihren ersten Auftritt hatte die junge Band 1997 als Vorgruppe im Duchess Of York in Leeds. Doch der große Durchbruch blieb zunächst aus. Hodgson erinnerte sich in einem Interview mit Steve Lamacq später daran, dass bei einem Konzert in Lincoln einer der Zuschauer während ihres Auftritts sogar einschlief.
Während der Studienzeit der Bandmitglieder blieb die Musik fürs Erste zwangsmäßig nur ein Hobby, das sich auf Gelegenheitsauftritte in kleinen lokalen Clubs beschränkte.
Nach der Uni hielt sich Ricky als Kunstlehrer finanziell über Wasser, Peanut arbeitete in einem Pub und reparierte Computer, Simon lebte von Mieteinnahmen, Nick arbeitete neben der Band als DJ und Whitey war über eine Zeitarbeitsfirma in verschiedenen Büros beschäftigt. Das Geld, das die Bandmitglieder in dieser Zeit verdienten, investierten sie in neues Equipment und arbeiteten in jeder freien Minute, die sich bot, an neuen Songs. Da Peanuts Onkel als Produzent arbeitete, ergab sich für die junge Band die Möglichkeit, kostenlose Demo-Tapes zu produzieren, die sie an Radiostationen, Plattenfirmen und Musikkritiker verschickten. Um sich einen Namen in der Musik-Szene Leeds’ zu machen und ihr Publikum zu vergrößern, etablierten sie ihren eigenen Club in der Stadt namens Pigs.
2000 dann der erste vermeintliche Erfolg: die Band erhält einen Plattenvertrag bei dem Indie-Label Mantra und nimmt 2002 innerhalb von sechs Monaten ihr erstes Studioalbum mit dem Namen 22 auf. Doch der Aufschwung währte nicht lange, denn kurz darauf ging Mantra pleite. Doch statt aufzugeben, nutzte die Band den Rückschlag, um ihr Konzept komplett zu überdenken. Die Band sagte später in einem Interview scherzend darüber, dass sie alles verändert hätten, außer ihrer Gesichter. Den letzten öffentlichen Auftritt Parvas beendeten die fünf mit einem Cover des Survivor-Klassikers Eye of the Tiger.

### Die Gründung der Kaiser Chiefs
Nach dem Ende Parvas verabschiedete sich die Band von ihrem 1990er-Jahre-Garage-Rock-Stil und besann sich auf ihre nord-englischen Wurzeln zurück. So kreierten sie ihren eigenen Stil. Ziel war es damals, wie sich Nick Hodgson später in einem Interview erinnerte, das Gegenteil von allem zu sein, was zur damaligen Zeit in der Indie-Szene als „trendy“ galt.
Der erste Kaiser-Chiefs-Song, den die Band 2003 schrieb, war Modern Way. Die erste Single, die die Band über das Label Drowned In Sound veröffentlichte war Oh My God, in einer Version, die die Band selbst in Nicks Schlafzimmer aufgenommen hatte.
Zunächst wurde die Indie-Plattenfirma B-Unique, dann das Major-Label Universal Music auf die Kaiser Chiefs aufmerksam und nahm sie unter Vertrag. Das erste Album Employment wurde 2004 von Stephen Street innerhalb weniger Wochen produziert. Der Sänger Ricky erklärte die schnelle Aufnahme der Songs später so: „We just went in and bashed them out, pressed play and record at the same time.“
Der große Durchbruch gelang der Band dann im Herbst 2004 mit der Single I Predict a Riot, mit der sie die britischen Singlecharts erreichten. Zu Bekanntheit im Vereinigten Königreich verhalf ihnen vor allem die Teilnahme an der NME-Tour 2004. Zusammen mit anderen damaligen Newcomern wie The Killers, Bloc Party und Futureheads tourten sie durch ganz Großbritannien. Aufgrund des großen Erfolgs, den die Bands dieser Tour hatten, waren sie später in der britischen Indie-Rock-Szene als legendäre „Class of 2004“ bekannt. Im Februar 2005 veröffentlichten die Kaiser Chiefs ihre Debütsingle Oh My God ein zweites Mal und stiegen damit in ihrem Heimatland in die Top Ten ein. Employment erschien im März 2005 und wurde von den Kritikern hoch gelobt. Im selben Jahr brachten die Chiefs auch eine DVD mit dem Titel Enjoyment heraus, die den Werdegang der Band auf humoristische Weise darstellt.

### Höhepunkte der Bandgeschichte
Das zweite Album, Yours Truly, Angry Mob, wurde 2006 ebenfalls von Stephen Street produziert und gelangte am 23. Februar 2007 in den Verkauf. Mit dem Stück Ruby schaffte die Band in Deutschland den Durchbruch. Die Single kletterte langsam bis auf den elften Platz der deutschen Single-Charts.
2007 coverte der Produzent Mark Ronson mit der damaligen Newcomerin Lily Allen den Kaiser-Chiefs-Song Oh My God. Die Band zeigte sich begeistert und trat sogar im dazugehörigen Musik-Video auf. Mark Ronson sowie Lily Allen wurden zu guten Freunden der Band. 2008 sang Allen auf dem von Mark Ronson mitproduzierten Album Off with Their Heads bei dem Song Never Miss a Beat einen Gastpart.
Am 17. Oktober 2008 erschien das dritte Studioalbum der Kaiser Chiefs, Off with Their Heads. Im selben Jahr spielten sie das größte Konzert ihrer Karriere, als sie vor 35.000 Zuschauern im Elland-Road-Stadion in Leeds auftraten. Dies ist das Heimstadion ihrer Lieblingsfußballmannschaft Leeds United FC.
2008 übernahm der britische Rapper Sway einen Gastpart auf ihrem Album Off with Their Heads. Im selben Jahr traten sie zusammen mit der britischen Girlgruppe Girls Aloud auf und sangen mit ihnen ein Medley aus I Predict a Riot und dem Girls-Aloud-Song Sound of the Underground.
2009 waren Ruby und Never Miss a Beat Teil des offiziellen Soundtracks zu Pro Evolution Soccer 2010.

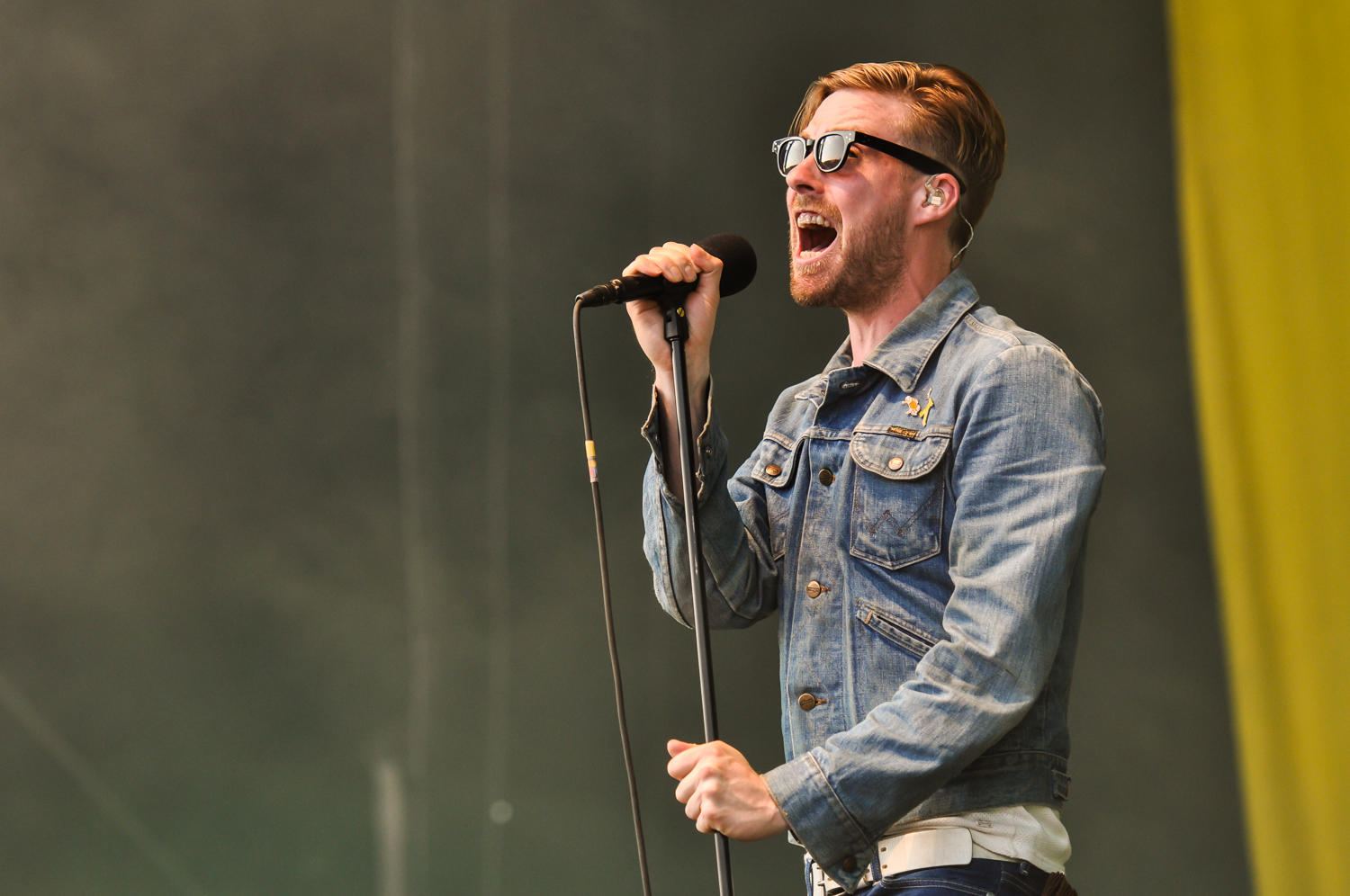
Ricky Wilson beim Konzert der Kaiser Chiefs auf dem Greenville Festival 2013

Die Kaiser Chiefs machten sich aufgrund ihrer energiegeladenen Auftritte schnell einen Namen als beliebte Live-Band. Sie spielten alle großen Festivals, darunter das Glastonbury Festival (UK), Werchter (B), Lollapalooza (US) und Rock am Ring (D). Auch als Vorband wurden sie stets gerne verpflichtet. So spielten sie im Vorprogramm der Foo Fighters auf deren US-Tour 2005 und als Vorgruppe von Green Day auf deren Europa-Tournee 2013.
Im Juli 2009 traten Kaiser Chiefs als Vorband bei drei U2-Konzerten im Rahmen der 360°-Tour auf: in Paris am 11. und 12. Juli 2009 und in Dublin am 25. Juli 2009.
2010 zog ein Großteil der Band nach London um. Nick Hodgson eröffnete sein eigenes Tonstudio Chewdio, in dem neben den Kaiser Chiefs (The Future Is Medieval) auch andere Künstler Stücke aufnahmen. Hodgson widmete sich zunehmend seiner Produzententätigkeit. Neben dem Kaiser-Chiefs-Album The Future Is Medieval, das er mitproduzierte, arbeitete er auch als Songwriter und Produzent für das Album All You Need Is Now von Duran Duran.
Am 27. Juni 2011 erschien eine physische Version des vierten Studioalbums The Future Is Medieval mit zwölf Tracks, nachdem sich die Fans ab dem 3. Juni eine eigene Downloadversion mit 10 Tracks zusammenstellen konnten. Dabei konnte man für 7,50 Pfund aus 20 Stücken, von denen eine etwa einminütige Kostprobe angehört werden konnte, sein „eigenes“ Album kreieren. Darauf konnte auch auf Versionen früherer Kunden zurückgegriffen werden, wobei dem jeweiligen Ersteller der Version ein Pfund zurückerstattet wurde.
2012 traten sie bei der Abschlusszeremonie der Olympischen Sommerspiele in London mit einem Cover von Pinball Wizard von The Who auf. Im selben Jahr veröffentlichten sie die Compilation Souvenir: The Singles 2004–2012, welche alle bis dahin veröffentlichten Singles und zwei neue Songs enthielt.
Ab November 2012 spielte der Sänger Ricky Wilson in Jeff Waynes hochrangig besetzter Musical-Version von Der Krieg der Welten, The War of the Worlds – The New Generation, die Rolle des „Artilleryman“. Im Januar 2013 machte der Cast auf seiner Tournee durch Europa auch in Deutschland halt.
Am 4. Dezember 2012 gab Nick Hodgson überraschend seinen Ausstieg aus der Band bekannt, um sich in Zukunft intensiver der Arbeit an den beiden Platten-Labels Chewing Gum Records und Birthday Records sowie seiner neuen Band Albert Albert widmen zu können. Hodgson galt bis dahin als Haupt-Songwriter der Kaiser Chiefs und tragende Kraft der Gruppe. Die restlichen vier Bandmitglieder entschlossen sich daraufhin zunächst dazu, Hodgson nicht durch ein Vollzeitmitglied zu ersetzen, sondern stattdessen als Quartett weiterzumachen.
Für die Tour 2013 verpflichteten sie den Club-Smith-Schlagzeuger Vijay Mistry, der die Band aber seither dauerhaft unterstützt und mittlerweile als neues Mitglied – auch vonseiten der Fans – anerkannt wurde.
Im März 2014 erschien das fünfte Studioalbum Education, Education, Education & War. Dieses wurde von der Band größtenteils selbst finanziert.
Um das nötige Kapital dazu aufzubringen, entschlossen sich die Chiefs unter anderem dazu, in einem Werbespot für einen Online-Service des britischen Finanzunternehmens Barclays mitzuwirken. Ricky Wilson stellte sich Anfang 2014 zudem neben Kylie Minogue, Tom Jones und Will.i.am (Black Eyed Peas) als Coach für die britische Ausgabe der TV-Talentshow The Voice zur Verfügung. In der Talk-Show Lorraine ließ er durchblicken, dass nicht alle Bandmitglieder mit diesem Schritt einverstanden waren. Doch das Wagnis zahlte sich aus. Education, Education, Education & War wurde in der Woche vor dem Finale der Show veröffentlicht und schaffte es direkt auf Platz 1 der britischen Album-Charts. Dazu Keyboarder Peanut: „Als Nick uns verlassen hat und der Meinung war, die Kaiser Chiefs seien am Ende, haben wir gemerkt, dass genau das Gegenteil der Fall war, dass wir weitermachen wollen und kämpfen. Und diese Leidenschaft, diese Wut, diese Aggression, diese Energie und diese Liebe hört man. Wir wollen das machen, was wir machen – wir wollen die Kaiser Chiefs. Das kann uns niemand wegnehmen. Es ist schade, dass wir das erst dann erkannt haben, als Nick uns verlassen hat.“

## Stil
Der Musikstil der Kaiser Chiefs bewegt sich zwischen Indie-Rock und Garage Rock und ist beeinflusst von Bands wie The Beach Boys, Super Furry Animals, The Kinks, XTC, Beta Band, Blur, Supergrass, 10cc, Small Faces, Dexys Midnight Runners und Madness. Sie legen sich selbst nur ungern auf bestimmte Einflüsse fest, wie der Keyboarder Nick „Peanut“ Baines in einem Interview am 3. Februar 2007 mitteilte. So stellte er besonders heraus, dass sie eine Menge Inspirationen durch britische Bands, mit denen sie aufwuchsen, bekamen, jedoch jeder Song anders klingt. Die Kaiser Chiefs sind befreundet mit der Band Franz Ferdinand.

## Diskografie

### Studioalben
| Jahr | Titel Musiklabel                                                | Höchstplatzierung, Gesamtwochen, AuszeichnungChartplatzierungen (Jahr, Titel, Musiklabel, Platzierungen, Wochen, Auszeichnungen, Anmerkungen) | Höchstplatzierung, Gesamtwochen, AuszeichnungChartplatzierungen (Jahr, Titel, Musiklabel, Platzierungen, Wochen, Auszeichnungen, Anmerkungen) | Höchstplatzierung, Gesamtwochen, AuszeichnungChartplatzierungen (Jahr, Titel, Musiklabel, Platzierungen, Wochen, Auszeichnungen, Anmerkungen) | Höchstplatzierung, Gesamtwochen, AuszeichnungChartplatzierungen (Jahr, Titel, Musiklabel, Platzierungen, Wochen, Auszeichnungen, Anmerkungen) | Höchstplatzierung, Gesamtwochen, AuszeichnungChartplatzierungen (Jahr, Titel, Musiklabel, Platzierungen, Wochen, Auszeichnungen, Anmerkungen) | Anmerkungen                                                      |
| Jahr | Titel Musiklabel                                                | DE | AT | CH | UK | US | Anmerkungen                                                      |
| ---- | --------------------------------------------------------------- | --- | --- | --- | --- | --- | ---------------------------------------------------------------- |
| 2005 | Employment B-Unique Records (UMG)                               | DE55 (4 Wo.)DE | — | — | UK2 ×7Siebenfachplatin · (101 Wo.)UK | US86 (7 Wo.)US | Erstveröffentlichung: 7. März 2005 Verkäufe: + 2.330.000         |
| 2007 | Yours Truly, Angry Mob B-Unique Records (UMG)                   | DE6 (22 Wo.)DE | AT5 Gold · (18 Wo.)AT | CH11 (26 Wo.)CH | UK1 ×2Doppelplatin · (80 Wo.)UK | US45 (6 Wo.)US | Erstveröffentlichung: 26. Februar 2007 Verkäufe: + 1.007.500     |
| 2008 | Off with Their Heads B-Unique Records (UMG)                     | DE29 (2 Wo.)DE | AT25 (3 Wo.)AT | CH19 (4 Wo.)CH | UK2 Gold · (17 Wo.)UK | US55 (2 Wo.)US | Erstveröffentlichung: 20. Oktober 2008 Verkäufe: + 100.000       |
| 2011 | The Future Is Medieval B-Unique Records (Imagem Music)          | — | — | CH83 (2 Wo.)CH | UK10 (5 Wo.)UK | — | Erstveröffentlichung: 3. Juni 2011                               |
| 2012 | Start the Revolution Without Me B-Unique Records (Imagem Music) | — | — | — | — | — | Erstveröffentlichung: 6. März 2012 nur in den USA veröffentlicht |
| 2014 | Education, Education, Education & War Caroline Records (SPV)    | DE39 (1 Wo.)DE | — | CH76 (1 Wo.)CH | UK1 Gold · (21 Wo.)UK | — | Erstveröffentlichung: 31. März 2014 Verkäufe: + 100.000          |
| 2016 | Stay Together Fiction Records (Fiction)                         | — | — | CH88 (1 Wo.)CH | UK4 (3 Wo.)UK | — | Erstveröffentlichung: 7. Oktober 2016                            |
| 2019 | Duck Polydor (UMG)                                              | — | — | CH40 (1 Wo.)CH | UK3 (2 Wo.)UK | — | Erstveröffentlichung: 26. Juli 2019                              |
| 2024 | Kaiser Chiefs’ Easy Eighth Album V2 Records (V2)                | — | — | — | UK6 (1 Wo.)UK | — | Erstveröffentlichung: 1. März 2024                               |

### Kompilationen
| Jahr | Titel                                                           | Höchstplatzierung, Gesamtwochen, AuszeichnungChartsChartplatzierungen (Jahr, Titel, Platzierungen, Wochen, Auszeichnungen, Anmerkungen) | Anmerkungen                                            |
| Jahr | Titel                                                           | UK | Anmerkungen                                            |
| ---- | --------------------------------------------------------------- | --- | ------------------------------------------------------ |
| 2012 | Souvenir: The Singles 2004–2012 B-Unique Records (Imagem Music) | UK19 Gold · (5 Wo.)UK | Erstveröffentlichung: 4. Juni 2012 Verkäufe: + 100.000 |

### EPs
- 2005: Lap of Honour

### Singles
| Jahr | Titel Album                                           | Höchstplatzierung, Gesamtwochen, AuszeichnungChartplatzierungen (Jahr, Titel, Album, Platzierungen, Wochen, Auszeichnungen, Anmerkungen) | Höchstplatzierung, Gesamtwochen, AuszeichnungChartplatzierungen (Jahr, Titel, Album, Platzierungen, Wochen, Auszeichnungen, Anmerkungen) | Höchstplatzierung, Gesamtwochen, AuszeichnungChartplatzierungen (Jahr, Titel, Album, Platzierungen, Wochen, Auszeichnungen, Anmerkungen) | Höchstplatzierung, Gesamtwochen, AuszeichnungChartplatzierungen (Jahr, Titel, Album, Platzierungen, Wochen, Auszeichnungen, Anmerkungen) | Anmerkungen                                                  |
| Jahr | Titel Album                                           | DE | AT | CH | UK | Anmerkungen                                                  |
| ---- | ----------------------------------------------------- | --- | --- | --- | --- | ------------------------------------------------------------ |
| 2004 | Oh My God Employment                                  | — | — | — | UK6 Silber · (25 Wo.)UK | Erstveröffentlichung: 17. Mai 2004 Verkäufe: + 200.000       |
| 2004 | I Predict a Riot Employment                           | DE79 (2 Wo.)DE | — | — | UK22 ×2Doppelplatin · (6 Wo.)UK | Erstveröffentlichung: 1. November 2004 Verkäufe: + 1.200.000 |
| 2005 | Everyday I Love You Less and Less Employment          | — | — | — | UK10 Platin · (34 Wo.)UK | Erstveröffentlichung: 16. Mai 2005 Verkäufe: + 600.000       |
| 2005 | Sink That Ship • I Predict a Riot Employment          | — | — | — | UK9 (41 Wo.)UK | Erstveröffentlichung: 22. August 2005                        |
| 2005 | Modern Way Employment                                 | — | — | — | UK11 Silber · (15 Wo.)UK | Erstveröffentlichung: 7. November 2005 Verkäufe: + 200.000   |
| 2007 | Ruby Yours Truly, Angry Mob                           | DE11 (28 Wo.)DE | AT14 (28 Wo.)AT | CH13 (36 Wo.)CH | UK1 ×2Doppelplatin · (43 Wo.)UK | Erstveröffentlichung: 5. Februar 2007 Verkäufe: + 1.292.500  |
| 2007 | Everything Is Average Nowadays Yours Truly, Angry Mob | DE99 (1 Wo.)DE | — | — | UK19 (7 Wo.)UK | Erstveröffentlichung: 21. Mai 2007                           |
| 2007 | The Angry Mob Yours Truly, Angry Mob                  | — | — | — | UK22 (8 Wo.)UK | Erstveröffentlichung: 20. August 2007                        |
| 2008 | Never Miss a Beat Off with Their Heads                | DE76 (4 Wo.)DE | AT65 (2 Wo.)AT | — | UK5 Silber · (12 Wo.)UK | Erstveröffentlichung: 6. Oktober 2008 Verkäufe: + 200.000    |
| 2014 | Coming Home Education, Education, Education & War     | DE80 (1 Wo.)DE | — | — | UK31 (5 Wo.)UK | Erstveröffentlichung: 13. Februar 2014                       |

Weitere Singles
- 2005: You Can Have It All
- 2007: Love’s Not a Competition (But I’m Winning)
- 2008: Good Days Bad Days
- 2011: Little Shocks
- 2011: Man on Mars
- 2011: Kinda Girl You Are
- 2012: On the Run
- 2012: Listen to Your Head
- 2014: Bows & Arrows
- 2014: Meanwhile Up in Heaven
- 2014: Ruffians on Parade
- 2014: My Life
- 2015: Falling Awake
- 2016: Parachute
- 2016: Hole in My Soul
- 2016: We Stay Together
- 2019: Record Collection
- 2020: Zombie Prom
- 2022: How 2 Dance
- 2023: Jealousy
- 2023: Feeling Alright

## Auszeichnungen für Musikverkäufe
| Goldene Schallplatte - Australien - 2006: für das Album Employment - 2007: für das Album Yours Truly, Angry Mob - Belgien - 2007: für das Album Employment - 2007: für die Single Ruby - 2008: für das Album Yours Truly, Angry Mob - Brasilien - 2024: für die Single Ruby - Dänemark - 2007: für das Album Employment - 2008: für die Single Ruby - Griechenland - 2006: für das Album Employment - 2007: für das Album Yours Truly, Angry Mob - Niederlande - 2007: für das Album Employment - Spanien - 2024: für die Single Ruby | Platin-Schallplatte - Europa - 2008: für das Album Yours Truly, Angry Mob - Irland - 2007: für das Album Yours Truly, Angry Mob 2× Platin-Schallplatte - Europa - 2006: für das Album Employment 3× Platin-Schallplatte - Irland - 2005: für das Album Employment |

Anmerkung: Auszeichnungen in Ländern aus den Charttabellen bzw. Chartboxen sind in ebendiesen zu finden.
| Land/RegionAuszeichnungen für Musikverkäufe (Land/Region, Auszeichnungen, Verkäufe, Quellen) | Silber     | Gold       | Platin       | Verkäufe    | Quellen                                                     |
| -------------------------------------------------------------------------------------------- | ---------- | ---------- | ------------ | ----------- | ----------------------------------------------------------- |
| Australien (ARIA)                                                                            | —          | 2× Gold2   | —            | 70.000      | aria.com.au                                                 |
| Belgien (BRMA)                                                                               | —          | 3× Gold3   | —            | 65.000      | ultratop.be                                                 |
| Brasilien (PMB)                                                                              | —          | Gold1      | —            | 30.000      | pro-musicabr.org.br                                         |
| Dänemark (IFPI)                                                                              | —          | 2× Gold2   | —            | 27.500      | Einzelnachweise                                             |
| Europa (IFPI)                                                                                | —          | —          | 3× Platin3   | (3.000.000) | ifpi.org (Memento vom 15. Oktober 2013 im Internet Archive) |
| Griechenland (IFPI)                                                                          | —          | 2× Gold2   | —            | 17.500      | Einzelnachweise                                             |
| Irland (IRMA)                                                                                | —          | —          | 4× Platin4   | 60.000      | irishcharts.ie                                              |
| Niederlande (NVPI)                                                                           | —          | Gold1      | —            | 35.000      | nvpi.nl                                                     |
| Österreich (IFPI)                                                                            | —          | Gold1      | —            | 10.000      | ifpi.at                                                     |
| Spanien (Promusicae)                                                                         | —          | Gold1      | —            | 30.000      | elportaldemusica.es                                         |
| Vereinigtes Königreich (BPI)                                                                 | 3× Silber3 | 3× Gold3   | 14× Platin14 | 6.600.000   | bpi.co.uk                                                   |
| Insgesamt                                                                                    | 3× Silber3 | 16× Gold16 | 21× Platin21 |             |                                                             |

## Auszeichnungen
- Am 18. Februar 2005 wurden die Kaiser Chiefs mit dem Philip Hall Radar Award des britischen Musikmagazins NME ausgezeichnet.
- Am 15. Februar 2006 gewannen sie die BRIT Awards als beste britische Band, beste britische Rockgruppe und bester britischer Liveact.
- 2008 gewannen die Kaiser Chiefs bei den britischen Q Awards den Preis für den besten Live Act.[29] 2011 wurden sie für die innovativen Albumveröffentlichung von The Future Is Medieval ausgezeichnet.[30]

## Soziales Engagement
- 2005 eröffneten die Kaiser Chiefs Bob Geldofs internationales Wohltätigkeitskonzert Live8 in Philadelphia.[31]
- 2010 beteiligte sich Ricky Wilson an der „Movember“-Aktion,[32] welche die Prostatakrebsforschung unterstützt. Wilson ließ sich den Monat November über einen Schnauzbart stehen und sammelte so Spenden für die Initiative.
- Nachdem bei Nick Hodgsons Vater Alzheimer diagnostiziert wurde, lief Ricky Wilson 2011 den London Marathon, um damit Spenden für die britische Alzheimer-Stiftung zu sammeln. Allerdings kollabierte er nach 3 Std. 20 Min. und 38,6 zurückgelegten Kilometern aufgrund Unterzuckerung. Er ließ sich von diesem Vorfall jedoch nicht unterkriegen und lief die restlichen Kilometer des Marathons fünf Tage später nachträglich zu Ende.[33]
- Im selben Jahr beteiligten sich die Kaiser Chiefs an den Aufräumaktionen nach den Unruhen in London.[34] Sie zeigten sich überrascht, als infolge der Vorfälle der Absatz ihrer 2004 veröffentlichten Single I Predict a Riot in Großbritannien erneut erheblich anstieg. Der britische Rapper Plan B thematisiert die Ausschreitungen in seinem Song Ill Manors. Auch er bezieht sich darin auf die Band, allerdings nicht auf I Predict a Riot, sondern namentlich auf Never Miss a Beat.
- Das Coverbild zur Single-Compilation Souvenir wurde von der britischen Künstlerin Sarah Graham gestaltet. Im September 2013 wurde das Originalbild für £10,250 zugunsten des Letchworth GC charity Garden House Hospice (GHH) versteigert.[35]

## Sonstiges
2007 übernahm Ricky Wilson für eine Ausgabe der britischen Fernseh-Pop-Quizshow Never Mind The Buzzcocks die Rolle des Gastmoderators. Trotz großem Lob für seine Moderationskünste schloss er damals eine zweite Karriere beim Fernsehen aus. Anders verhielt es sich aber mit Ausflügen des Sängers ins Filmgeschäft: Im Kinofilm Harry Potter and the Deathly Hallows – Part I. spielte Wilson eine Komparsenrolle. In der Szene, in der Harry, Hermine und Ron aus dem Fahrstuhl im Zaubereiministerium kommen, steht er rechts neben dem Fahrstuhl und unterhält sich mit einem anderen „Ministeriumsmitarbeiter“. Schon 2009 spielte er neben der Girls-Aloud-Sängerin Sarah Harding eine kleine Sprechrolle in dem Film St. Trinian’s. The Legend of Fritton’s Gold.